# Electric Sounds
Electric Sounds è l'undicesimo album in studio del gruppo musicale canadese Danko Jones, pubblicato il 15 settembre 2023 dalla AFM Records.

## Tracce
1. Guess Who's Back – 2:41
2. Good Time – 3:57
3. Electric Sounds – 3:13
4. Get High? – 3:37
5. Stiff Competition – 3:27
6. She's My Baby – 3:17
7. Eye for an Eye – 2:58
8. I Like It – 3:09
9. Let's Make Out – 3:26
10. What Goes Around – 3:32
11. Shake Your City – 3:30

## Formazione
- Danko Jones - voce, chitarra
- John Calabrese - basso
- Rich Knox - batteria